# Live at Montreux (Dennis Brown)
Albums de Dennis Brown
Joseph's Coat Of Many Colours
(1979) Spellbound
(1980)
Live at Montreux est le premier album en concert de Dennis Brown, enregistré en juillet 1979 lors de deux concerts au célèbre Montreux Jazz Festival, en Suisse. Accompagné par son groupe We the People Band le chanteur y interprète des titres extraits de son dernier album Words Of Wisdom (Joseph's Coat of Many Colours n'est alors pas encore sorti), mais aussi un morceau de Visions of Dennis Brown et deux de Wolf & Leopards, ainsi qu'une reprise de Yabby You. Le disque parait à la fin de l'année, juste après Joseph's Coat of Many Colours.
Il est réédité en vinyle par Blue Moon (1984), par A&M puis en CD par Summit (1998), Cleopatra (2003) et Warner (2003).
La vidéo du premier des deux concerts du Live at Montreux parait en VHS (1987) puis en DVD (2003) chez Magnum.

## Titres
Face A
1. So Jah Say (Joe Gibbs) - 4:57
2. Wolves and Leopards  (Dennis Brown) - 5:14
3. Ain't That Loving You (Allen Jones, Homer Banks) - 4:18
4. Words Of Wisdom (Joe Gibbs) - 3:14
5. Drifter (Dennis Walks) - 7:37
6. Milk and Honey (Clive Hunt) - 5:00

Face B
1. Yabby You (Vivian Jackson) - 6:31
2. Don't Feel No Way (Joe Gibbs, Errol Thompson) - 14:37
3. Whip Them Jah (Ossie Scott, Dennis Brown) - 6:50
4. Money in My Pocket (Joe Gibbs, Dennis Brown) - 6:34

## Musiciens
- Batterie : Devon Richards
- Basse : Lloyd Parks
- Guitare : Earl « Chinna » Smith, Winston « Bo Peep » Bowell, Dennis Brown
- Clavier : Franklyn « Bubbler » Waul
- Trompette : Junior « Chico » Chin
- Saxophone : Dean Fraser
- Trombone : Lloyd Kerr, Ronald « Nambo » Robinson
- Percussions : Ruddy Thomas